# Ørje

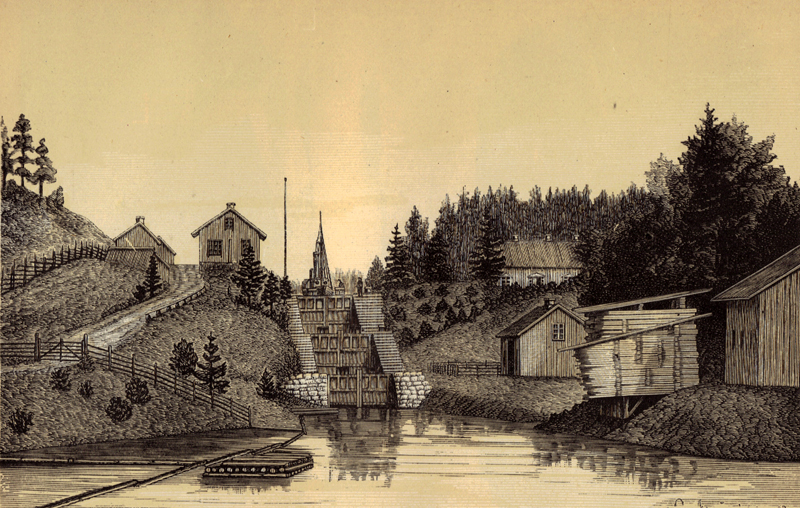
Ørje slussar 1885.

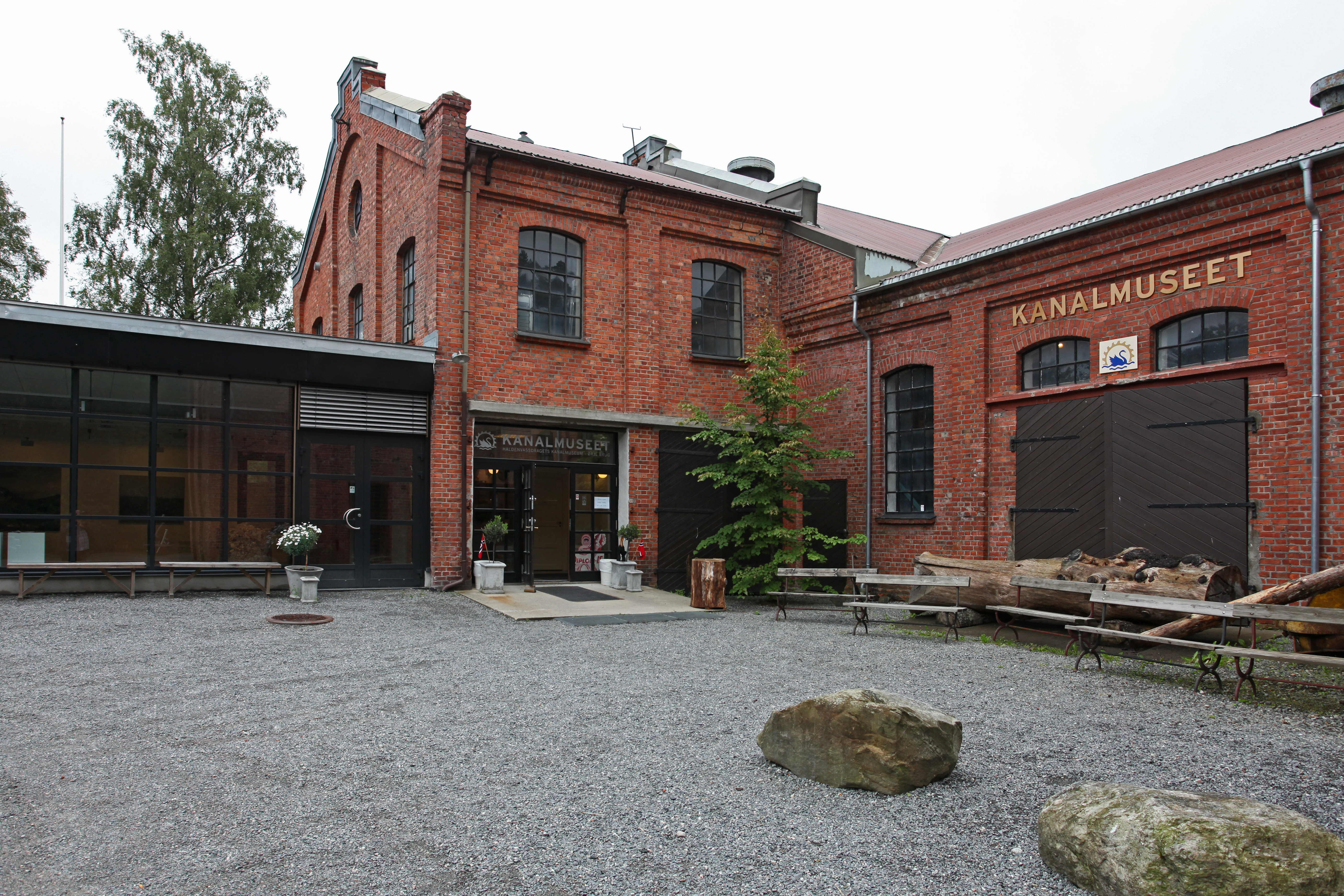
Haldenvassdragets kanalmuseum.

Ørje är en tätort som utgör centralort i Markers kommun i Østfold fylke i sydöstra Norge. Orten ligger där Europaväg 18 möter fylkesväg 21, nära gränsen till Sverige.
Engebret Soot anlade här Norges första slussanläggning 1849, med tre slussar med en total höjdskillnad på 10 meter mellan Rödenessjön och Öymarksjön. Dessa två sjöar är del i Haldenvassdraget, vilket är ett kanalsystem som sträcker sig 149 kilometer mellan Halden i söder och Aurskog i norr. Diskussioner fördes om att bygga ett vattenkraftverk i Haldenvassdraget, men dessa planer stoppades 1973 av Norges vatten- och energimyndighet.

## Andra sevärdheter
I Ørje ligger också Haldenvassdragets kanalmuseum i tidigare Ørje Bruk. Andra sevärdheter vid Ørje är Rödenes medeltidskyrka med tillhörande prästgård, vilken ligger vid Rödenessjön, Ørje fort, och den internationellt uppmärksammade vägtrafikskylten med "Silly Walks"-motiv.

### Ørje fort
Ørje fort byggdes 1903. I samband med unionskrisen 1905 riktades mycket uppmärksamhet mot Ørje eftersom Ørje fort med sina kanoner riktade österut mot Sverige betraktades med misstänksamhet och ogillande från Sverige. Efter Karlstadskonferensen i september 1905 lades aktiviteten i fortet i Ørje ned, tillsammans med bland andra Fredriksten, samtidigt som en demilitariserad zon skapades vid gränsen mellan länderna.

### Silly Walksskylten
Ørje har också blivit internationellt känt för sin unika trafikskylt för fotgängare vilken har installerats av det svenska konstnärskollektivet Kreativiteket vid ett övergångsställe i byn. Skylten, som baseras på en karaktär spelad av John Cleese i Monty Pythons Sketch The "Ministry of Silly Walks", är tänkt att inspirera passerande fotgängare att gå över gatan på ett lustigt och tokigt sätt.
Lokalbefolkningen har börjat korsa detta övergångsställe så lustigt de kan, medan turister stannar till och tar bilder, och till och med bilförarna sitter och skrattar i bilarna, medan de åser de korsande fotgängarna. Statens vegvesen har kritiserat skylten för att inte motsvara norsk standard, samt vara ett lagbrott mot de norska trafikreglerna, vilka förbjuder privatpersoner att sätta upp egentillverkade trafikskyltar på det allmänna gatunätet. Men ordföranden i Markers kommun, Kjersti Nythe Nilsen, har försvarat skylten och vill att den sitter uppe så länge som möjligt, då den har lett till ökad turism till orten. Det har också framförts i debatten att medan den normala typen av varningsskyltar vid övergångsställen inte alltid respekteras som de skall, så har just denna skylt lett till en ökad hänsyn mot fotgängarna av passerande bilister.
Statens vegvesens negativa reaktioner mot skylten har senare mildrats. Med ett aprilskämt den 1 april 2014 offentliggjorde direktören för Statens vegvesen Terje Moe Gustavsen på webbplatsen för Statens vegvesen ett fiktivt beslut, där man sade sig vilja införa denna typ av trafikskylt i hela Norge. Det framhölls där en förhoppning att skylten genom att stimulera till en ökad rörlighet när fotgängare korsade gatan skulle motverka tilltagande fetma hos ortsborna, något som ledde till att Monty Pythons egen Eric Idle omtalade detta på sitt Twitterkonto
Den positiva attityden till skylten förstärktes när en film på Internet, vilken visade hur lustigt fotgängarna korsade gatan, i maj 2014 hade setts av över 10 miljoner japaner. Detta inte bara ökade mängden av japanska turister till staden, utan marknadsförde även Monty Python som begrepp i Japan, eftersom många japaner inte tidigare känt till Monty Python och deras humoristiska filmer. Detta fick John Cleese att uttrycka sin glädje över att filmen fått ett sådant gensvar, fyrtio år efter att den producerats. 

### Filmer
- Film med ortsbor i Ørje som korsar gatan på roliga sätt vid "Silly Walking"-skylten, på Youtube
- Originalsketchen med Monty Pythons "Ministry of Silly Walks" på Youtube